# Борд (Горњи Пиринеји)
Борд (фр. Bordes) насеље је и општина у јужној Француској у региону Миди Пирене, у департману Горњи Пиринеји која припада префектури Тарб.
По подацима из 2011. године у општини је живело 745 становника, а густина насељености је износила 66,4 становника/km². Општина се простире на површини од 11,22 km². Налази се на средњој надморској висини од 275 метара (максималној 459 m, а минималној 242 m).

## Демографија
| 1962. | 1968. | 1975. | 1982. | 1990. | 1999. | 2011. |
| ----- | ----- | ----- | ----- | ----- | ----- | ----- |
| 514   | 540   | 538   | 493   | 522   | 556   | 745   |

График промене броја становника у току последњих година